# 13122 Drava
13122 Drava este un asteroid din centura principală de asteroizi.

## Descriere
13122 Drava este un asteroid din centura principală de asteroizi. A fost descoperit pe 7 februarie 1994 la Observatorul La Silla de Eric Walter Elst. El prezintă o orbită caracterizată de o semiaxă mare de 2,32 ua, o excentricitate de 0,12 și o înclinație de 6,6° în raport cu ecliptica.